# سوکو ۵۲۲
سوکو ۵۲۲ (به انگلیسی: Soko_522) یک هواگرد ملخ‌پیشین تک‌موتوره از نوع تهاجمی ساخت شرکت SOKO است. هواگرد سوکو ۵۲۲ نخستین پروازش را در فوریه ۱۹۵۵ میلادی انجام داد. این هواگرد در سال ۱۹۵۵ میلادی رسماً معرفی گردید. در مجموع، تعداد approx. 110 فروند از این هواگرد ساخته شده‌است.
طراح این هواگرد، Šostarić, Marjanović and Čurčić بود.